# Shahrestān-e Mīāndorūd
Shahrestān-e Mīāndorūd (persiska: شهرستان مياندورود, مياندورود, مياندرود) är en delprovins (shahrestan) i Iran.   Den ligger i provinsen Mazandaran, i den norra delen av landet, 190 km nordost om huvudstaden Teheran.
Delprovinsen hade 55 053 invånare 2016.